# 張祥 (成化進士)
張祥（1431年—？），字思履，江西吉安府吉水縣人，明朝政治人物。成化壬辰進士，官至南寧府知府。

## 生平
江西鄉試第四十六名。成化八年（1472年）壬辰科進士。授行人司副。成化十四年（1478年），朝廷以董旻為正使，張祥為副使，賜一品服，出使琉球國，冊封國王尚真。以母喪歸。服闕，遷禮部精膳司郎中。弘治三年（1490年），出為廣西南寧府知府，以疾辭歸卒。

## 家族
曾祖張本原。祖父張與明。父張大素，曾任教諭。